# Acqua & Sapone-Caffè Mokambo 2007
Questa voce raccoglie le informazioni riguardanti l'Acqua & Sapone-Caffè Mokambo nelle competizioni ufficiali della stagione 2007.

## Stagione
La squadra italiana Acqua & Sapone-Caffè Mokambo partecipò, nella stagione 2007, al circuito UCI Europe Tour, terminando al diciannovesimo posto tra le squadre.

## Organico

### Staff tecnico
GM=General manager; DS=Direttore sportivo.
|  | Naz.              | Ruolo | Sportivo            |  |  |  |
|  | ----------------- | ----- | ------------------- |  |  |  |
|  | Italia (bandiera) | GM    | Palmiro Masciarelli |  |  |  |
|  | Italia (bandiera) | DS    | Bruno Cenghialta    |  |  |  |
|  | Italia (bandiera) | DS    | Franco Gini         |  |  |  |
|  | Italia (bandiera) | DS    | Lorenzo Di Lorenzo  |  |  |  |

### Rosa
|  | Naz.                   |  | Sportivo              | Anno |  |  |
|  | ---------------------- |  | --------------------- | ---- |  |  |
|  | Italia (bandiera)      |  | Dario Andriotto       | 1972 |  |  |
|  | Russia (bandiera)      |  | Aleksandr Arekeev     | 1982 |  |  |
|  | Italia (bandiera)      |  | Gabriele Balducci     | 1975 |  |  |
|  | Italia (bandiera)      |  | Stefano Cavallari     | 1978 |  |  |
|  | Italia (bandiera)      |  | Massimo Codol         | 1972 |  |  |
|  | Italia (bandiera)      |  | Francesco Di Paolo    | 1982 |  |  |
|  | Italia (bandiera)      |  | Alessandro Donati     | 1979 |  |  |
|  | Italia (bandiera)      |  | Stefano Garzelli      | 1973 |  |  |
|  | Bielorussia (bandiera) |  | Andrėj Kunicki        | 1984 |  |  |
|  | Italia (bandiera)      |  | Andrea Masciarelli    | 1982 |  |  |
|  | Italia (bandiera)      |  | Francesco Masciarelli | 1986 |  |  |
|  | Italia (bandiera)      |  | Simone Masciarelli    | 1980 |  |  |
|  | Italia (bandiera)      |  | Giuseppe Muraglia     | 1979 |  |  |
|  | Italia (bandiera)      |  | Giuseppe Palumbo      | 1975 |  |  |
|  | Francia (bandiera)     |  | Aurélien Passeron     | 1984 |  |  |
|  | Italia (bandiera)      |  | Andrea Rossi          | 1979 |  |  |
|  | Bielorussia (bandiera) |  | Branislaŭ Samojlaŭ    | 1985 |  |  |
|  | Italia (bandiera)      |  | Michele Scarponi      | 1979 |  |  |
|  | Italia (bandiera)      |  | Fabio Terrenzio       | 1985 |  |  |
|  | Paesi Bassi (bandiera) |  | Alain Van Der Velde   | 1985 |  |  |
|  | Belgio (bandiera)      |  | Frank Vandenbroucke   | 1974 |  |  |

## Palmarès

### Corse a tappe
- Tirreno-Adriatico

2ª tappa (Alexander Arekeev)
- Tour Méditerranéen

5ª tappa (Gabriele Balducci)
- Giro del Trentino

3ª tappa (Stefano Garzelli)
- Giro d'Italia

14ª e 16ª tappa (Stefano Garzelli)
- Giro di Slovenia

2ª tappa (Stefano Garzelli)
- Giro del Giappone

3ª e 5ª tappa (Francesco Orsini)
Classifica generale (Francesco Orsini)
- Tour de Wallonie

3ª tappa (Giuseppe Palumbo)
- Vuelta a Burgos

3ª tappa (Aurélien Passeron)
- Settimana Internazionale di Coppi e Bartali

2ª tappa (Michele Scarponi)
Classifica generale (Michele Scarponi)

### Corse in linea
- Clásica de Almería (Giuseppe Muraglia)
- Gran Premio Industria Commercio Artigianato Carnaghese (Aurélien Passeron)
- Trofeo Salvatore Morucci (Fabio Terrenzio)

### Campionati nazionali
- Campionati bielorussi

In linea (Branislaŭ Samojlaŭ)
Cronometro (Andrėj Kunicki)

## Classifiche UCI

### UCI Europe Tour
Individuale
Piazzamenti dei corridori dell'Acqua & Sapone-Caffè Mokambo nella classifica dell'UCI Europe Tour 2007.
| Pos. | Ciclista           | Punti |
| ---- | ------------------ | ----- |
| 92   | Giuseppe Palumbo   | 144,4 |
| 94   | Andrėj Kunicki     | 142,4 |
| 141  | Aurélien Passeron  | 108   |
| 148  | Gabriele Balducci  | 103   |
| 158  | Branislaŭ Samojlaŭ | 98,4  |
| 182  | Stefano Garzelli   | 85    |
| 200  | Giuseppe Muraglia  | 80,4  |
| 412  | Andrea Masciarelli | 40    |
| 490  | Dario Andriotto    | 32    |
| 821  | Francesco Di Paolo | 12    |
| 890  | Stefano Cavallari  | 10    |
| 960  | Aleksandr Arekeev  | 9,4   |

Squadra
L'Acqua & Sapone-Caffè Mokambo chiuse in diciannovesima posizione con 801,6 punti.